# Santi Cazorla
Santiago Cazorla González (Llanera, 1984. december 13. –) kétszeres Európa-bajnok spanyol labdarúgó, középpályás, jelenleg a spanyol másodosztályú Real Oviedo játékosa.

## Pályafutása

### Villarreal
A Real Oviedo csapatában nevelkedett, majd a Villarreal CF csapata leigazolta néhány hónappal a 18. születésnapja előtt. Tartalék csapatban kezdte profi pályafutását. Az első csapat 2003. november 30-án debütált a Deportivo de La Coruna elleni mérkőzésen.
A 2004-05-ös szezonban már kezdő játékosnak számított, két gólt szerzett az UEFA-kupa mérkőzésein és két gól jegyzett a bajnokságban.
2006. július 7-én a Recreativo de Huelva csapatához aláírt 4 évre, 600 000 euróért, a szerződésben volt egy záradék amely lehetővé tette a Villarreal CF csapatának hogy 1 200 000 euróért vissza vásárolja Cazorlát. Debütáló mérkőzése a RCD Mallorca csapata ellen történt, augusztus 27-én.
A következő évben a Villarreal kihasználta a záradékot és visszavásárolta Cazorlát. Ebben a szezonban 5 bajnoki gólig jutott. 2007-ben az év spanyol játékosa lett.
2008. augusztus 26-án bejelentkezett a Real Madrid Cazorláért, végül nemet mondott a Real Madridnak.
2009. április elején a UD Almería ellen megsérült. Karrierje legjobb szezonja volt, nyolc gólig jutott a bajnokságban.
Cazorla 2009-10-es szezonban többször is sérülésekkel küzdött, a 2010-es világbajnokságot is ki kellett hagynia.

### Málaga
2011. július 26-án a Málaga CF csapatába igazolt 19 millió euróért.

### Arsenal
2012. augusztus 3-án az Arsenal csapatába igazolt 22 millió euróért.209.-
Az első idényében szezonban a csapat egyik legjobbjának számít. Szélső középpályás létére már 11 gólja van a bajnokságban, akár meccseket is képes eldönteni, például 2013. február 24-én az Aston Villa elleni duplájával nyert 2–1-re hazai pályán csapata.

### Villarreal
2018. június 5-én hivatalossá vált, hogy visszatér korábbi klubjához, a Villarrealhoz.

### Asz-Szadd
2020 nyarán a katari Asz-Szadd játékosa lett.

### A válogatottban
2008. május 31-én debütált a Spanyol válogatottban a Peru elleni barátságos mérkőzésen. Részt vett a 2008-as labdarúgó-Európa-bajnokságon, ahol végül győztek és a 2009-es konföderációs kupa. ahol bronzérmes lett a válogatott színeiben. Nem vett rész a 2010-es labdarúgó-világbajnokságon a sérülései miatt, ezért nincs vb-címe. De részt vett a 2012-es labdarúgó-Európa-bajnokságon is, ahol másodszor is győztek. 2013.-ban szerzett bokasérülése miatt melyet 8 operáció követett (még a fertőzött végtag amputálásának lehetősége is fenn állt) 2019 júniusában tért vissza a válogatottban

## Statisztika

### Klub
2016. október 2.
| Klub               | Szezon             | Bajnokság          | Bajnokság | Bajnokság | Kupa  | Kupa  | Ligakupa | Ligakupa | Nemzetközi | Nemzetközi | Egyéb | Egyéb | Összesen | Összesen |
| Klub               | Szezon             | Bajnokság          | Mérk.     | Gólok     | Mérk. | Gólok | Mérk.    | Gólok    | Mérk.      | Gólok      | Mérk. | Gólok | Mérk.    | Gólok    |
| ------------------ | ------------------ | ------------------ | --------- | --------- | ----- | ----- | -------- | -------- | ---------- | ---------- | ----- | ----- | -------- | -------- |
| Villarreal         | 2003–04            | La Liga            | 2         | 0         | 0     | 0     | —        | —        | —          | —          | —     | —     | 2        | 0        |
| Villarreal         | 2004–05            | La Liga            | 28        | 2         | 0     | 0     | —        | —        | 11         | 4          | —     | —     | 39       | 7        |
| Villarreal         | 2005–06            | La Liga            | 23        | 0         | 0     | 0     | —        | —        | 2          | 0          | —     | —     | 25       | 0        |
| Villarreal         | Összesen           | Összesen           | 53        | 3         | 0     | 0     | —        | —        | 13         | 4          | —     | —     | 66       | 7        |
| Recreativo         | 2006–07            | La Liga            | 34        | 5         | 0     | 0     | —        | —        | —          | —          | —     | —     | 34       | 5        |
| Recreativo         | Összesen           | Összesen           | 34        | 5         | 0     | 0     | —        | —        | —          | —          | —     | —     | 34       | 5        |
| Villarreal         | 2007–08            | La Liga            | 36        | 5         | 0     | 0     | —        | —        | 6          | 1          | —     | —     | 42       | 6        |
| Villarreal         | 2008–09            | La Liga            | 30        | 8         | 0     | 0     | —        | —        | 8          | 0          | —     | —     | 38       | 8        |
| Villarreal         | 2009–10            | La Liga            | 26        | 5         | 2     | 0     | —        | —        | 2          | 0          | —     | —     | 30       | 5        |
| Villarreal         | 2010–11            | La Liga            | 37        | 5         | 2     | 1     | —        | —        | 13         | 1          | —     | —     | 52       | 7        |
| Villarreal         | Összesen           | Összesen           | 129       | 23        | 4     | 1     | —        | —        | 29         | 2          | —     | —     | 162      | 26       |
| Málaga             | 2011–12            | La Liga            | 38        | 9         | 4     | 0     | —        | —        | —          | —          | —     | —     | 42       | 9        |
| Málaga             | Összesen           | Összesen           | 38        | 9         | 4     | 0     | —        | —        | —          | —          | —     | —     | 42       | 9        |
| Arsenal            | 2012–13            | Premier League     | 38        | 12        | 3     | 0     | 1        | 0        | 7          | 0          | —     | —     | 49       | 12       |
| Arsenal            | 2013–14            | Premier League     | 31        | 4         | 6     | 3     | 1        | 0        | 8          | 0          | —     | —     | 46       | 7        |
| Arsenal            | 2014–15            | Premier League     | 37        | 7         | 5     | 0     | 1        | 0        | 9          | 0          | 1     | 1     | 53       | 8        |
| Arsenal            | 2015–16            | Premier League     | 15        | 0         | 0     | 0     | 0        | 0        | 5          | 0          | 1     | 0     | 21       | 0        |
| Arsenal            | 2016–17            | Premier League     | 7         | 2         | 0     | 0     | 0        | 0        | 2          | 0          | 0     | 0     | 9        | 2        |
| Összesen           | Összesen           | Összesen           | 128       | 25        | 14    | 3     | 3        | 0        | 30         | 0          | 2     | 1     | 177      | 29       |
| Karrierje összesen | Karrierje összesen | Karrierje összesen | 382       | 67        | 22    | 4     | 3        | 0        | 72         | 6          | 2     | 1     | 481      | 76       |

### Válogatott
| Válogatott    | Szezon   | Mérkőzés | Gólok |
| ------------- | -------- | -------- | ----- |
| Spanyolország | 2008     | 13       | 1     |
| Spanyolország | 2009     | 11       | 1     |
| Spanyolország | 2010     | 4        | 0     |
| Spanyolország | 2011     | 10       | 2     |
| Spanyolország | 2012     | 11       | 4     |
| Spanyolország | 2013     | 11       | 3     |
| Spanyolország | 2014     | 9        | 0     |
| Spanyolország | 2015     | 8        | 3     |
| Összesen      | Összesen | 77       | 14    |

| #  | Dátum               | Helyszín                                         | Ellenfél         | Gól | Eredmény | Kiírás                         |
| -- | ------------------- | ------------------------------------------------ | ---------------- | --- | -------- | ------------------------------ |
| 1. | 2008. november 19.  | El Madrigal, Villarreal, Spanyolország           | Chile            | 3–0 | 3–0      | Barátságos mérkőzés            |
| 2. | 2009. szeptember 9. | Estadio José Romano Fouta, Mérida, Spanyolország | Észtország       | 2–0 | 3–0      | 2010-es világbajnoki selejtező |
| 3. | 2011. június 4.     | Gillette Stadium, Foxborough, Egyesült Államok   | Egyesült Államok | 1–0 | 4–0      | Barátságos mérkőzés            |
| 4. | 2011. június 4.     | Gillette Stadium, Foxborough, Egyesült Államok   | Egyesült Államok | 3–0 | 4–0      | Barátságos mérkőzés            |

## Sikerei, díjai
Villareal
- Intertotó-kupa: 2004

Arsenal
- FA-kupa: 2014, 2015
- FA Community Shield: 2014, 2015

Asz-Szadd
- Katari bajnok: 2020–21, 2021–22
- QSL kupa: 2020
- Emir kupa: 2020, 2021
- Katari kupa: 2021

Spanyolország
- Európa-bajnok: 2008, 2012

## Fordítás
Ez a szócikk részben vagy egészben  a   Santi Cazorla című angol Wikipédia-szócikk fordításán alapul.  Az eredeti cikk szerkesztőit annak laptörténete sorolja fel. Ez a jelzés csupán a megfogalmazás eredetét és a szerzői jogokat jelzi, nem szolgál a cikkben szereplő információk forrásmegjelöléseként.